# Dubienka (gmina)
Dubienka – gmina wiejska w województwie lubelskim, w powiecie chełmskim.
Siedziba gminy to Dubienka.
Według danych z 30 czerwca 2013 gminę zamieszkiwało 2510 osób. Natomiast według danych z 31 grudnia 2017 roku gminę zamieszkiwało 2428 osób.
Według danych z 31 grudnia 2019 roku gminę zamieszkiwało 2315 osób.

## Historia
Gmina Dubienka o zasięgu zbliżonym do dzisiejszego powstała pod okupacją hitlerowską w 1939 roku w Kreishauptmannschaft Hrubieszów (w powiecie hrubieszowskim) z obszaru pozbawionej praw miejskich Dubienki oraz 13 miejscowości wyłączonych z gminy Białopole w tymże powiecie (Janostrów, Jasienica, Józefów, Kajetanówka, Krynica, Mateuszowo, Nowo-Kajetanówka, Rogatka, Skryhiczyn, Stanisławówka, Starosiele, Tursko i Uhańka).
W sierpniu 1944 uchylono podział administracyjny wprowadzony przez okupanta, przez co Dubienka tymczasowo odzyskała status miasta (posiadała taki jeszcze 28 czerwca 1946, licząc 4.096 mieszk.) a pozostałe wsie powróciły do gminy Białopole. Późniejsze publikacje (od 1947) Dubienki jako miasta już nie wymieniają; pojawia się też ponownie gmina Dubienka w powiecie hrubieszowskim (a więc w praktyce powrócono do stanu wprowadzonego przez hitlerowców).
Jednostkę zniesiono jesienią 1954 roku w związku ze zlikwidowaniem gmin i wprowadzeniu gromad. Gromady, z gromadzkimi radami narodowymi (GRN) jako organami władzy najniższego stopnia na wsi, funkcjonowały od reformy reorganizującej administrację wiejską przeprowadzonej jesienią 1954 do momentu ich zniesienia z dniem 1 stycznia 1973, tym samym wypierając organizację gminną w latach 1954–1972.
Gromada Dubienka przetrwała do końca 1972 roku, czyli do kolejnej reformy gminnej. 1 stycznia 1973 w powiecie hrubieszowskim reaktywowano gminę Dubienka w obecnych granicach.
W latach 1975–1998 gmina położona była w województwie chełmskim.

## Struktura powierzchni
Według danych z roku 2002 gmina Dubienka ma obszar 96,26 km², w tym:
- użytki rolne: 66%
- użytki leśne: 20%

Gmina stanowi 5,41% powierzchni powiatu.

## Demografia

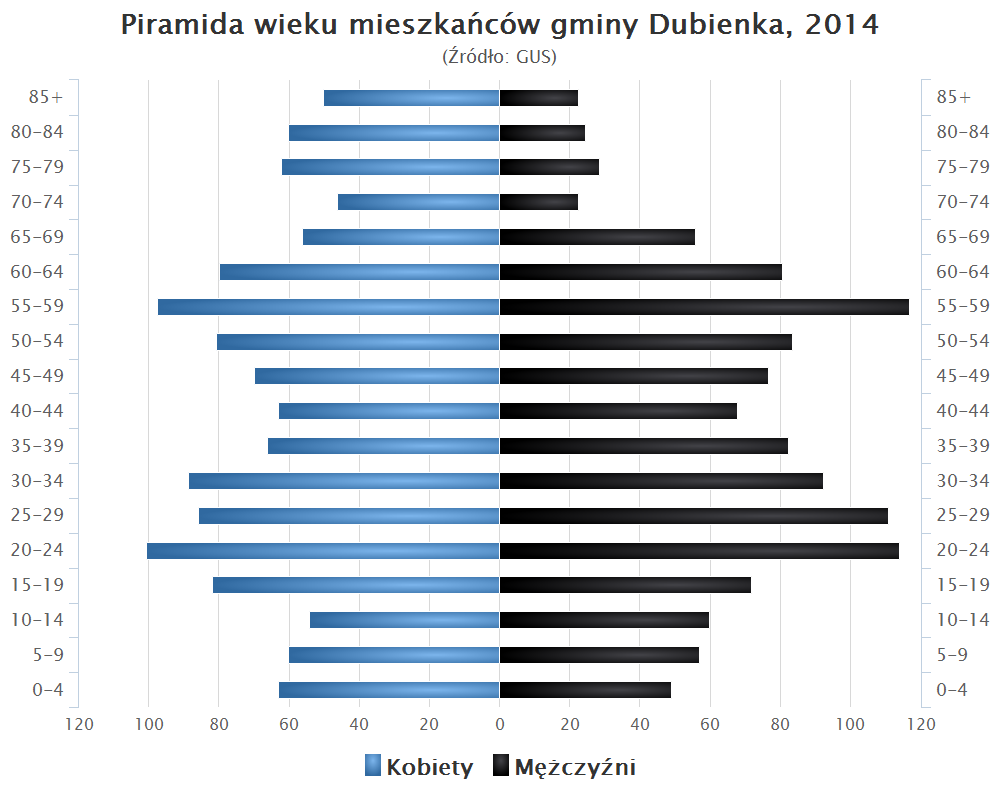
Piramida wieku mieszkańców gminy Dubienka w 2014 roku

Dane z 30 czerwca 2013:
| Opis                              | Ogółem | Ogółem | Kobiety | Kobiety | Mężczyźni | Mężczyźni |
| --------------------------------- | ------ | ------ | ------- | ------- | --------- | --------- |
| jednostka                         | osób   | %      | osób    | %       | osób      | %         |
| populacja                         | 2510   | 100    | 1266    | 50,4    | 1244      | 49,6      |
| gęstość zaludnienia (mieszk./km²) | 26,1   | 26,1   | 13,2    | 13,2    | 12,9      | 12,9      |

## Sołectwa
Brzozowiec, Dubienka, Holendry, Janostrów, Jasienica, Józefów, Kajetanówka, Krynica, Nowokajetanówka, Radziejów, Rogatka, Siedliszcze, Skryhiczyn, Stanisławówka, Starosiele, Tuchanie, Uchańka, Zagórnik.
Wsie bez statusu sołectwaLipniki, Mateuszowo, Poduchańka, Rudka,

### Wykaz miejscowości podstawowych w administracji gminy
Dane wg TERYT

1. 0103361	Lipniki	kolonia
2. 0103148	Poduchańka	kolonia
3. 0103332	Tuchanie	kolonia
4. 0103326	Rudka	osada leśna
5. 0103125	Brzozowiec	wieś
6. 0103131	Dubienka	wieś
7. 0103154	Holendry	wieś
8. 0103160	Janostrów	wieś
9. 0103177	Jasienica	wieś
10. 0103183	Józefów	wieś
11. 0103208	Kajetanówka	wieś
12. 0103214	Krynica	wieś
13. 0103220	Mateuszowo	wieś
14. 0103237	Nowokajetanówka	wieś
15. 0103243	Radziejów	wieś
16. 0103250	Rogatka	wieś
17. 0103266	Siedliszcze	wieś
18. 0103289	Skryhiczyn	wieś
19. 0103295	Stanisławówka	wieś
20. 0103303	Starosiele	wieś
21. 0103349	Uchańka	wieś
22. 0103355	Zagórnik	wieś

## Sąsiednie gminy
Białopole, Dorohusk, Horodło, Żmudź. Gmina sąsiaduje z Ukrainą.